# Il fiume nero dell'anima
Il fiume nero dell'anima è un libro del 1994 scritto da Dean R. Koontz.

## Trama
Spencer Grant, ex poliziotto, e Valerie Keene, genio del computer al corrente di alcuni segreti pericolosi, sono in fuga disperata inseguiti da Roy Miro, killer e psicopatico con la passione di uccidere le persone "imperfette", conservandone poi le parti anatomicamente migliori.

## Edizioni
- Dean R. Koontz, Il fiume nero dell'anima, traduzione di Annabella Caminiti, collana Super bestseller, Sperling Paperback, 1998,  p. 576, ISBN 88-7824-872-X.